# Shannon Bahrke
Shannon Deanne Bahrke (* 7. November 1980 in Reno, Nevada) ist eine ehemalige US-amerikanische Freestyle-Skierin. Sie war auf die Buckelpisten-Disziplinen Moguls und Dual Moguls (Buckelpiste) spezialisiert.

## Biografie
Bahrke wuchs in Tahoe City in Kalifornien auf. Ihre Familie stammt ursprünglich aus Norwegen, die Großeltern väterlicherseits wanderten von einer Kleinstadt in der Nähe von Oslo in die USA aus. Als Dreijährige erlernte sie das Skifahren, zehn Jahre später erkannte der Trainer des Freestyle-Teams in Squaw Valley ihr Talent. Sie betrieb mehrere andere Sportarten, darunter Fußball, Softball und Leichtathletik; während ihrer Schulzeit spielte sie Trompete in der Highschool-Band. Ihr fünf Jahre jüngerer Bruder Scotty Bahrke ist ebenfalls Freestyle-Skier, allerdings in der Disziplin Aerials. Nach dem Schulabschluss zog sie nach Salt Lake City, um an der University of Utah zu studieren.
1998 wurde Bahrke in die Nationalmannschaft aufgenommen. Am 9. Januar 1999 debütierte sie im Freestyle-Skiing-Weltcup und belegte in Mont Tremblant den 27. Platz. Nur sechs Wochen später erzielte sie ihre Podestplatzierung, als sie in Madarao Zweite wurde. Nach zahlreichen Platzierungen unter den besten zehn konnte sie am 6. Januar 2002 in Oberstdorf das erste Weltcuprennen gewinnen. Bei den Olympischen Winterspielen 2002 holte sie hinter der Norwegerin Kari Traa die Silbermedaille.
Besonders erfolgreich war Bahrke in der Saison 2002/03. Sie gewann dreimal im Weltcup und stand weitere fünf Mal auf dem Podest, womit sie sich die Moguls-Disziplinenwertung sicherte. Bei der Weltmeisterschaft 2003 in Deer Valley gewann sie die Dual-Moguls-Bronzemedaille, während sie im Moguls-Wettbewerb den vierten Platz belegte. Der Winter 2003/04 begann vielversprechend mit vier Podestplätzen, doch dann brach sie sich beim Rennen in Inawashiro den Kiefer und musste die Saison vorzeitig beenden. Beim Training vor dem zweiten Rennen der Saison 2004/05 in Mont Tremblant stürzte sie schwer und erlitt im rechten Knie einen Kreuzbandriss, einen Seitenbandanriss sowie einen Meniskusschaden.
Bahrke konnte sich für die Olympischen Winterspiele 2006 qualifizieren, wo sie den zehnten Platz erreichte und Beste ihres Teams war. Im Winter 2006/07 entschied sie die beiden ersten Rennen der Saison für sich. Zum Abschluss gewann sie bei der Weltmeisterschaft 2007 in Madonna di Campiglio hinter Jennifer Heil die Dual-Moguls-Silbermedaille und beendete den Moguls-Wettbewerb als Vierte. Wegen einer erneuten schweren Knieverletzung musste sie die gesamte Saison 2007/08 ausfallen lassen. In der darauf folgenden Saison blieb ein fünfter Platz ihr bestes Ergebnis. Im März 2009 gewann sie den sechsten amerikanischen Meistertitel; diesen widmete sie ihrem langjährigen Trainer Clay Beck, der ein Jahr zuvor bei einem Flugzeugabsturz gestorben war.
Bei den Olympischen Winterspielen 2010 gewann Bahrke eine weitere Medaille, diesmal die bronzene. Am Ende der Saison 2009/10 trat sie vom Spitzensport zurück.

## Silver Bean Coffee
Während sie sich von ihrem 2007 erlittenen Knieverletzung erholte, gründeten Bahrke und ihr Verlobter Matt Happe in Salt Lake City die Kaffeerösterei Silver Bean Coffee. Die angebotenen Mischungen tragen Namen, die vom Skifahren inspiriert sind. Daneben vertreibt das Unternehmen über ein Dutzend besondere Kaffeemischungen, die nach amerikanischen Skisportlern aus allen Sparten benannt sind („Athlete Blends“). Zu ihnen gehören unter anderem Julia Mancuso, Bill Demong und Lindsey Van. Mit einem Teil des Erlöses wird eine von ihnen bestimmte wohltätige Organisation unterstützt.

## Erfolge

### Olympische Spiele
- 2002 Salt Lake City: 2. Moguls
- 2006 Turin: 10. Moguls
- 2010 Vancouver: 3. Moguls

### Weltmeisterschaften
- 1999 Hasliberg: 5. Dual Moguls
- 2001 Whistler: 8. Moguls, 9. Dual Moguls
- 2003 Deer Valley: 3. Dual Moguls, 4. Moguls
- 2007 Madonna di Campiglio: 2. Dual Moguls, 4. Moguls
- 2009 Inawashiro: 11. Dual Moguls

### Weltcupwertungen
- Saison 1998/99: 4. Dual-Moguls-Weltcup
- Saison 2000/01: 6. Moguls-Weltcup
- Saison 2001/02: 9. Moguls-Weltcup
- Saison 2002/03: 1. Moguls-Weltcup
- Saison 2003/04: 5. Moguls-Weltcup
- Saison 2006/07: 4. Gesamtweltcup, 2. Moguls-Weltcup, 2. Dual-Moguls-Weltcup
- Saison 2008/09: 7. Moguls-Weltcup
- Saison 2009/10: 10. Gesamtweltcup, 4. Moguls-Weltcup

### Weltcupsiege
Bahrke errang bis jetzt 27 Podestplätze, davon 7 Siege:
| Datum             | Ort                  | Land        | Disziplin |
| ----------------- | -------------------- | ----------- | --------- |
| 6. Januar 2002    | Oberstdorf           | Deutschland | Moguls    |
| 10. März 2002     | Madarao              | Japan       | Moguls    |
| 14. Dezember 2002 | Madonna di Campiglio | Italien     | Moguls    |
| 11. Januar 2003   | Mont Tremblant       | Kanada      | Moguls    |
| 1. März 2003      | Voss                 | Norwegen    | Moguls    |
| 8. Januar 2007    | Mount Gabriel        | Kanada      | Moguls    |
| 11. Januar 2007   | Deer Valley          | USA         | Moguls    |

### Weitere Erfolge
- 6 amerikanische Meistertitel
- 1 Podestplatz im Nor-Am Cup